# Мелешко, Дмитрий Викторович
Дми́трий Ви́кторович Меле́шко (бел. Дзмітрый Віктаравіч Мялешка; род. 8 ноября 1982 года, Минск, СССР) — белорусский хоккеист, игрок национальной сборной.

## Карьера

### Клубы
Выпускник хоккейной школы минской «Юности». Начал карьеру в белорусской экстралиге за клуб уже в 16-летнем возрасте в 1998, и выступал за клуб до 2001 года.
В 2001 году подписал четырёхлетний контракт с минским «Керамином», с которым уже в сезоне 2001/02 стал чемпионом Белоруссии и забил золотой гол в финальном матче.
В 2005 году у Дмитрия истёк контракт с клубом, и он дебютировал в чемпионате России, подписав в 2005 году контракт с уфимским «Салаватом Юлаевым». Играл за команду в течение двух сезонов — 103 матча, 42 очка. В сезоне 2007—2008 в регулярном сезоне чемпионата России по хоккею выступал за московский «Спартак». В 2008 году образовалась КХЛ, и Дмитрий подписал контракт с новосибирской «Сибирью», но в декабре 2008 года его выкупило минское «Динамо». 21 ноября 2010 года забросил все три шайбы «Динамо» в ворота магнитогорского «Металлурга» (4:3 Б), став первым в истории хоккеистом из Белоруссии, сделавшим хет-трик в матче КХЛ.

### Сборная Белоруссии
Начал карьеру за юниорскую сборную Белоруссии в 2000 и участвовал на юниорском чемпионате мира 2000. В 2001—2002 играл за молодёжную сборную Белоруссии на молодёжных чемпионатах мира 2001 и 2002. С 2005 играет за основную сборную Белоруссии, участник чемпионатов мира 2005, 2006, 2007, 2008, 2009 и 2010, а также Олимпиаде 2010. Сыграл за сборную Белоруссии 35 матчей и набрал 18 очков.

## Достижения
- 2002 — чемпион и обладатель кубка Белоруссии.
- 2002 — участник 3-го раунда Континентального кубка.
- 2003 — серебряный призёр чемпионата Белоруссии.
- 2003 — серебряный призёр чемпионата ВЕХЛ.
- 2003 — 4 место на Континентальном кубке.
- 2003 — серебряный призёр чемпионата ВЕХЛ.
- 2004 — серебряный призёр чемпионата Белоруссии.
- 2004 — 5 место на Континентальном кубке.
- 2005 — серебряный призёр чемпионата Белоруссии.
- 2009 — обладатель кубка Шпенглера.